# Cecco Bravo
Pour les articles homonymes, voir Bravo.

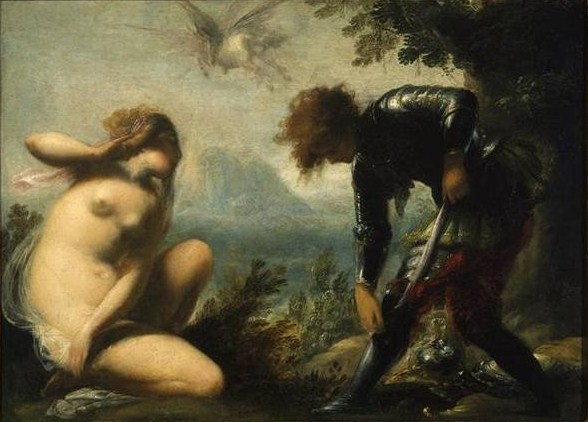
Scène de l'Orlando Furioso.

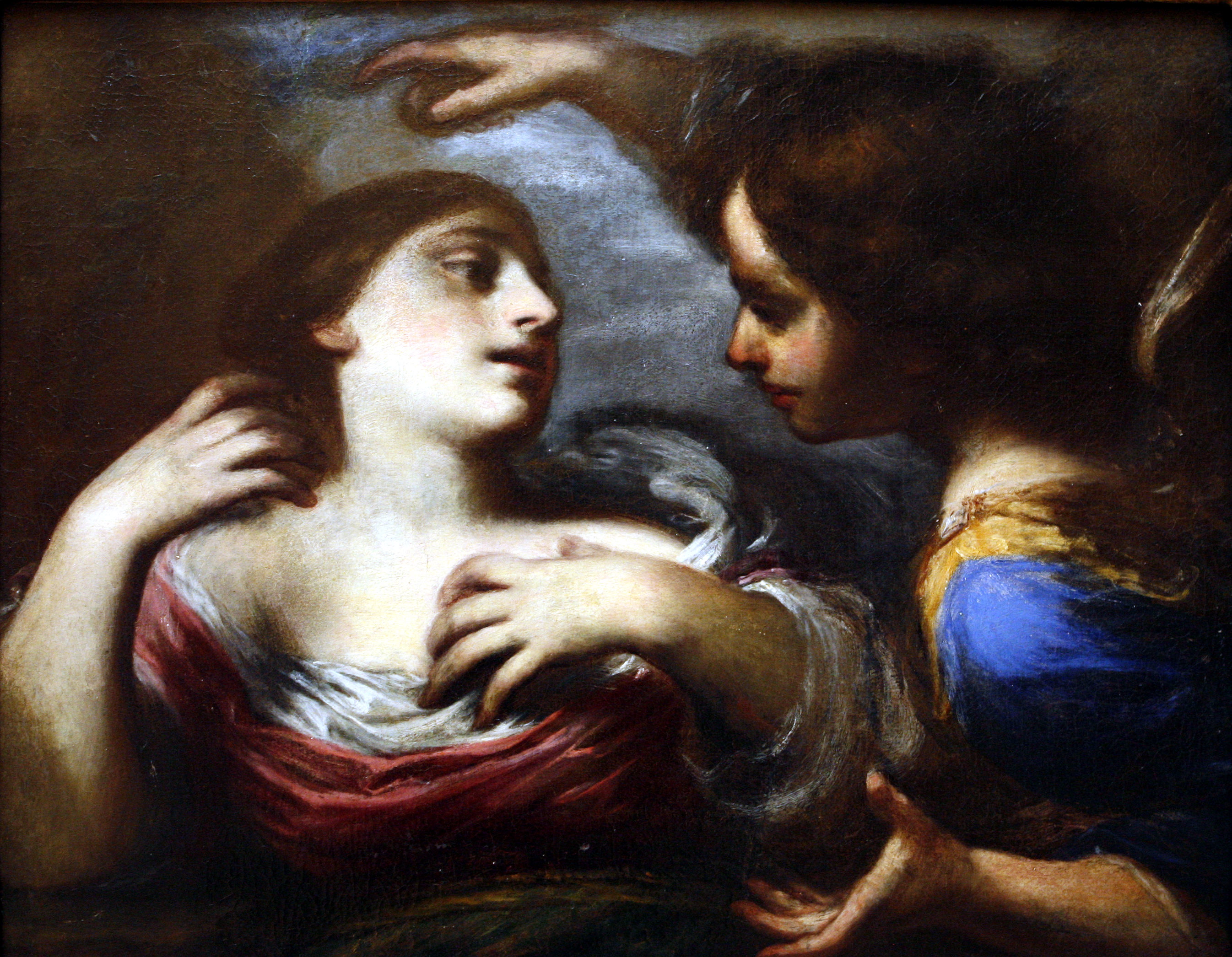
Agar et l'Ange, Musée des beaux-arts de Dijon.

Cecco Bravo (né Francesco Montelatici ; Florence?, 15 novembre 1601 - Innsbruck, 11 décembre 1661) est un  peintre italien qui fut actif à la fin du XVIIe siècle.

## Biographie
Cecco Bravo a appris la peinture auprès de Giovanni Bilivert et de Sigismondo Coccapani. Dans les années 1620 il a travaillé dans l'atelier de Matteo Rosselli.
En 1629, des écrits confirment qu'il possédait un atelier indépendant.
Ses premières œuvres connues sont la Vergine San Giovanni e Angeli  (v. 1628 -1629, Basilique San Marco, Florence) et la Carità (Basilica della Santissima Annunziata de Montecosaro).
En 1633, il peint six lunettes avec des scènes de la Vita della Beata Bonaventura Bonaccorsi pour l'église de la Santissima Annunziata de Pistoia, continuant une série débutée en 1601 par Bernardino Poccetti. 
En outre, il peint une frise représentant des jeux pour enfants et des histoires de l'Orlando furioso (1631) pour la Villa Medicea di Mezzomonte à Impruneta.
Il fut chargé de la décoration de la bibliothèque de la Casa Buonarroti de Florence. Après la réalisation de la Fama sur le plafond de la bibliothèque, en désaccord avec le commanditaire il abandonne son travail.
Les panneaux représentant les hommes illustres florentins de la paroi du fond ont été complétés par d'autres artistes parmi lesquels figurent Domenico Puligo et Matteo Rosselli (1636).
Par la suite, il est chargé de compléter le travail démarré par Giovanni da San Giovanni et arrêté par sa mort, pour le Musée de l'Argenterie  au Palais Pitti avec Ottavio Vannini et Francesco Furini.
Ce travail lui a été commandé en 1635 par Ferdinand II de Médicis peu avant le mariage de celui-ci avec la fille du duc d'Urbino.
Les fresques consacraient  la gloire de Laurent de Médicis.
Dans la partie sud, Cecco Bravo a peint l'allégorie représentant Lorenzo messaggero di pace (« Laurent messager de la Paix »).
Cecco Bravo fait partie des auteurs  des fresques décorant les parois de l'Oratorio dei Vanchetoni (it) qui contiennent aussi des fresques de Giovanni da San Giovanni, Pietro Liberi et Volterrano. Une toile de Cecco Bravo représentant l'Aurora se trouve au Palais Montecitorio.
À la fin de l'an 1659, Cecco signalé par le cardinal Léopold de Médicis comme peintre de cour à Anne de Médicis, l'épouse de l'archiduc Ferdinand-Charles d'Autriche du Tyrol, accepta la charge et passa les deux dernières années de sa vie à Innsbruck.

## Œuvres
- Vierge à l'Enfant avec saint Jean apôtre et les anges (v. 1628-1629), église San Marco, Florence,
- Carità, basilique della Santissima Annunziata, Florence,
- Jeux d'enfants (vers 1631), Villa Mezzamonte, Impruneta,
- Scènes de la vie de la bienheureuse Bonaventura Bonaccorsi (1633), Santissima Annunziata, Pistoia,
- Fama, Casa Buonarroti, Florence
- Hommes illustres florentins (1636), Casa Buonarroti, Florence
- Laurent le Magnifique messager de la Paix, fresque, Sala degli Argenti (1638-1639), palais Pitti, Florence,
- Aurora, Palazzo Montecitorio, Rome,
- Agar et l'Ange (1650), Musée des beaux-arts de Dijon,
- Allégorie de l'Aurore, Kunsthistorisches Museum, Vienne,
- Portrait de l'archiduc Charles Ferdinand d'Autriche, château d'Ambrass,
- Angelica et Ruggiero, Kress Collection,
- Sainte Famille, sanguine et légers rehauts de blanc, H. 0,172 ; L. 0,250 m, Beaux-Arts de Paris[2]. Verso : étude de main à la sanguine. Ce dessin est vraisemblablement préparatoire à un tableau qui n'a pu être identifié à ce jour. Il a été rapproché d'autres œuvres de l'artiste, comme Eliezer et Rebecca pour la mise en page resserrée de la composition où les personnages sont placés sans profondeur devant un paysage à peine esquissé. La facture, les figures et la technique de cette feuille évoquent indiscutablement le style de Corrège, ce qui permet de la dater de la fin de la carrière de l'artiste[3].